# Abryna
Abryna är ett släkte av skalbaggar som ingår i familjen långhorningar.

## Arter
- Abryna affinis Breuning, 1938
- Abryna basalis Aurivillius, 1908
- Abryna buccinator Pascoe, 1864
- Abryna coenosa Newman, 1842
- Abryna copei Vives, 2009
- Abryna fausta Newman, 1842
- Abryna grisescens Breuning, 1938
- Abryna javanica Kriesche, 1924
- Abryna loochooana Matsushita, 1933
- Abryna metallica Breuning, 1938
- Abryna mindanaoensis Breuning, 1980
- Abryna obscura Schwarzer, 1925
- Abryna regispetri Paiva, 1860
- Abryna rubeta Pascoe, 1864
- Abryna ziczac Heller, 1924